# Eine Tiefe am Himmel
Eine Tiefe am Himmel (Originaltitel: A Deepness in the Sky) ist der zweite Roman aus der Reihe "Zonen des Denkens" von Vernor Vinge und lässt sich dem Hard Science-Fiction-Genre zuordnen. Der Roman wurde im Jahr 2000 mit dem Hugo Award ausgezeichnet und 1999 für den Nebula Award nominiert. Die Ereignisse des 1999 veröffentlichten Romans Eine Tiefe am Himmel spielen lange Zeit vor der Geschichte des ersten Romans der "Zonen des Denkens"-Reihe, Ein Feuer auf der Tiefe (1995).

## Inhalt
Eine Tiefe am Himmel erzählt in zwei zunächst parallel verlaufenden Erzählsträngen zum einen die Geschichte einer menschlichen Erkundungs- und Handelsexpedition zum OnOff-Sternsystem, zum anderen den zivilisatorischen Fortschritt der Spinnen, eine Spezies intelligenter Arachnoiden die auf dem einzigen Planeten des OnOff-Sternsystems – Arachna – leben.
Das OnOff-System hat hierbei die wichtige Besonderheit, dass der Stern Arachna in 215 von 250 Jahren eine Kältephase durchläuft, während derer die gesamte Oberfläche des Planeten von Eis überzogen ist.
Die menschliche Expedition besteht aus zwei Flotten, den handelsfreudigen und umtriebigen Dschöng-Ho einerseits sowie den autokratischen Aufsteigern andererseits. Einer der Weltmächte auf Arachna gelingt es dank eines technologischen Vorsprungs einen langjährigen Krieg mit einer Nachbarnation durch Sabotageaktionen während der Kältephase zu beenden, woran der Forscher Sherkander Underhill und die Geheimdienstoffiziere Victory Smith und Hrunker Unnerby entscheidenden Anteil haben. Derweil führt die Konkurrenz zwischen Dschöng-Ho und Aufsteigern nicht lange nach deren Eintreffen im System zu einer Weltraumschlacht, bei der die Aufsteiger die Dschöng-Ho überfallen. Im Zuge dieser verheerenden Schlacht verlieren beide Seiten derartig viele menschliche und materielle Ressourcen, dass sie fortan gezwungen sind, zusammenzuarbeiten, um zu überleben und ihre Flotte mit Hilfe der Spinnen wieder für interstellare Flüge tüchtig zu machen.
Das Ergebnis dieses Patts sowie geschickter Manipulationen seitens der Aufsteiger führt zu einer Situation, in welcher die Aufsteiger die Dschöng-Ho versklaven und mittels geistiger Versklavung kontrollieren. Dem ständigen Risiko der Aufdeckung ausgesetzt, entwickelt sich dennoch in den Reihen der Dschöng-Ho eine Verschwörung unter dem legendären Raumfahrer Pham Nuwen (alias Pham Trinli) mit dem Ziel, die Dschöng-Ho zu befreien. Zusammen mit den Spinnen gelingt es dieser Verschwörung letztendlich, sich vom Joch der führenden Herrscherkaste der Aufsteiger zu befreien und diese daran zu hindern, die Nationen von Arachna mit einem nuklearen Angriff zu verwüsten.

## Auszeichnungen
- Hugo Award (2000)
- Prometheus Award (2000)
- John W. Campbell Memorial Award (2000)
- Kurd-Laßwitz-Preis (2004)

## Ausgaben
- Eine Tiefe am Himmel. Heyne Verlag, München 2003, ISBN 3-453-87063-8.
- Eine Tiefe am Himmel. Heyne Verlag, München 2007, ISBN 3-453-52223-0.